# Zachary Philip Fonnereau
Zachary Philip Fonnereau (né à Londres le 31 janvier 1706 et mort le 15 août 1778), est un négociant et homme politique anglais, membre du Parlement de Grande-Bretagne de 1747 à 1774.

## Biographie
Zachary Philip Fonnereau est le fils de Claude Fonnereau (en) (1677-1740), un riche marchand huguenot venu de La Rochelle, directeur de la Banque d'Angleterre, et d'Elizabeth Bureau.
Il joue un rôle de premier plan dans le financement de la guerre de Sept Ans et sert comme directeur de la Compagnie britannique des Indes orientales en 1753 et 1754.
Élu député d'Aldeburgh à l'élection de 1747 sur l'intérêt de son frère, Thomas Fonnereau. Zachary Fonnereau votre systématiquement en faveur du gouvernement.
Par son mariage avec Margaret Martyn, il laisse cinq enfants, dont deux ont également été membres du Parlement :
- Philip Fonnereau (en) (1739–1797), député d'Aldeburgh de 1761 à 1768
- Martyn Fonnereau (en) (1741–1817), directeur de la Banque d'Angleterre de 1771 à 1783, député d'Aldeburgh de 1779 à 1784
- Charlotte Fonnereau (1742-1806)
- Fanny Fonnereau (1744-1827), épousa George Stainforth, Jr.
- Thomas Fonnereau (1746-1788), épousa Harriet Hanson le 19 octobre 1786 et laissa des enfants, dont l'auteur et artiste Thomas George Fonnereau (en)

## Sources
- (en) Cet article est partiellement ou en totalité issu de l’article de Wikipédia en anglais intitulé « Thomas Fonnereau » (voir la liste des auteurs).